# 诺瓦齐市镇

诺瓦齐市镇在北马其顿的位置

诺瓦齐市镇是北馬其頓的一個市镇。該市镇北接普里萊普市鎮，西北面是莫吉拉市鎮，西臨比托拉市镇，南毗希臘，總面積753.53平方公里，2002年人口3,549。 

## 外部連結
- 官方网站  （馬其頓文）